# Andrea Benetti
Andrea Benetti (* 15. ledna 1964 Bologna) je italský malíř, autor Manifestu novo-jeskynního umění (italsky Manifesto dell'Arte Neorupestre), představeného v roce 2009 na 53. Benátkém bienále na univerzitě Ca' Foscari .

## Život
Andrea Benetti se narodil 15. ledna 1964 v Bologni, v Itálii. Profesí je malíř, fotograf a designér. V roce 2006 definoval Manifest novo-jeskynního umění, v roce 2009 jej představil na 53. bienále umění v Benátkách.
Jeho umění je přímo i nepřímo inspirováno odkazem na pravěké formy umění, vytvořené prehistorickým člověkem. Z tvůrčího pohledu si Benetti z jeskynních děl vypůjčil jejich stylistické rysy a vytvořil díla přeplněná stylizovanými zoomorfními a antropomorfními motivy, geometrickými a abstraktními tvary s barevnými poli, jako by chtěl vytvořit etický a filozofický most mezi pravěkem a současností, zdůrazněný použitím rostlinných pigmentů a technikami, jakými je basreliéf a graffiti.
Jeho práce jsou zastoupeny v hlavních italských i zahraničních uměleckých sbírkách (jako jsou sbírky OSN, Vatikánu a Quirinale), mezi jeho poslední výstavy patří „Barvy a zvuky počátků“ (Bologna, Palazzo D'Accursio, 2013), „VR60768 · antropomorfní postava“ (Řím, Poslanecká sněmovna, 2015), „Pater Luminium“(Gallipoli, Občanské muzeum, 2017) a „Tváře proti násilí“(Bologna, Palazzo D'Accursio, 2017).
V roce 2020 mu byla udělena cena "Nettuno“ města Bologni.

## Muzea a sbírky
Soukromá a institucionální muzea a umělecké sbírky, které získaly díla Andrea Benettiho:
- Sbírka umění OSN (New York, USA) [10]

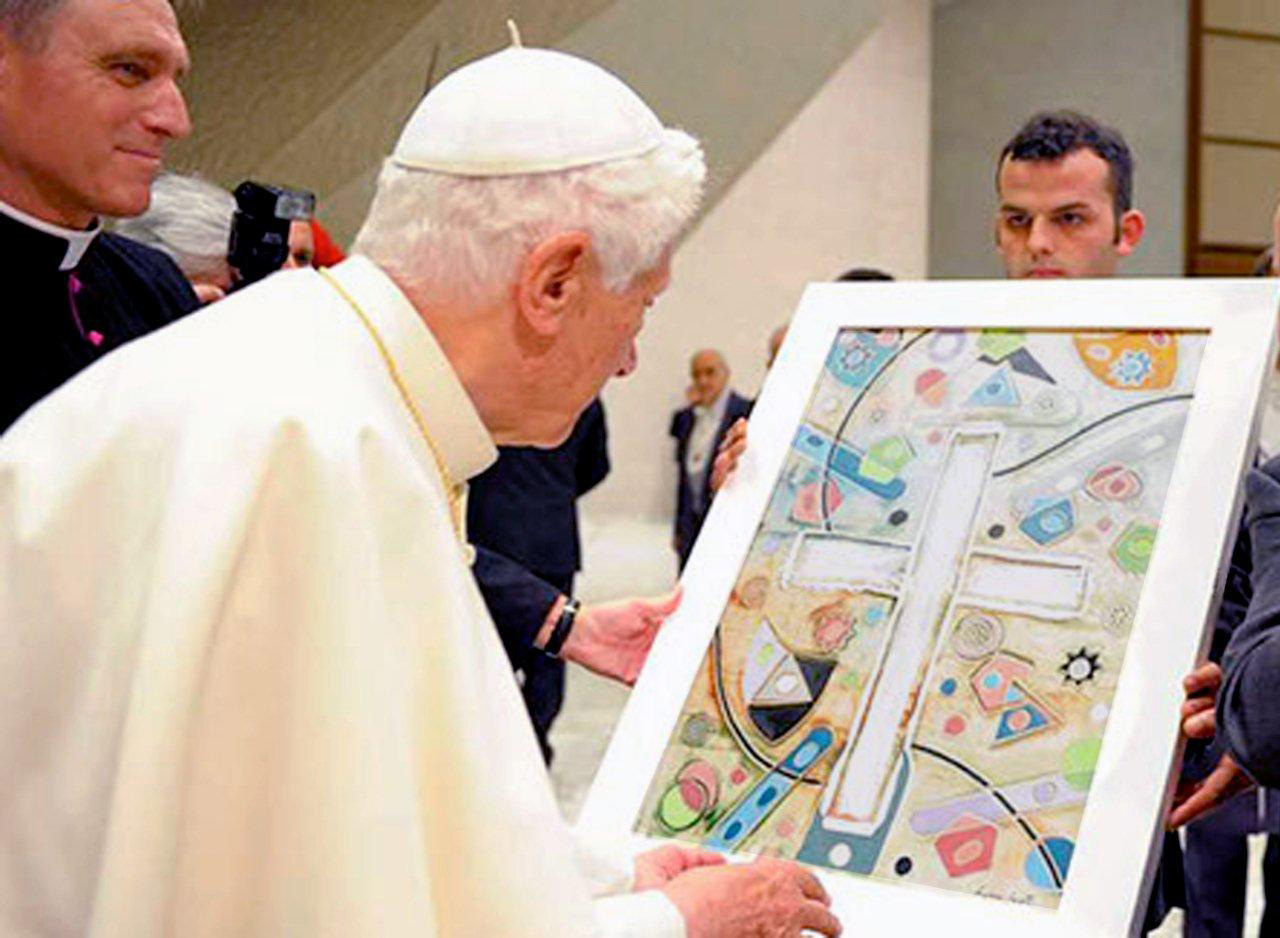
Papež Benedikt XVI. přijímá v listopadu 2012 dílo Andrea Benettiho s názvem Pocta Karolovi Wojtylovi

- Vatikánská umělecká sbírka (Città del Vaticano) [11]
- MACIA - Italské muzeum současného umění ve Střední Americe (San José - Kostarika) [12]
- Sbírka quirinálního umění ∙ Předsednictví Italské republiky (Řím - Itálie) [5]
- Palazzo Montecitorio ∙ Italský parlament ∙ Deputie Chamber (Řím - Itálie) [13]
- Sbírka umění University of Ferrara (Ferrara - Itálie) [14]
- Sbírka umění University of Bari (Bari - Itálie) [15]
- Mambo ∙ Museum of Modern Art Bologna (Bologna - Itálie) [16]
- Museion ∙ Muzeum moderního a současného umění Bolzano (Bolzano - Itálie) [17]
- CAMeC - Camec ∙ Centrum moderního a současného umění - (La Spezia - Itálie) [18]
- Muzeum FP Michetti (Francavilla al Mare - Itálie) [19]
- Muzeum současného umění Osvalda Liciniho (Ascoli Piceno - Itálie) [20]
- Sbírka umění obce Lecce (Lecce - Itálie) [21]

## Bibliografie

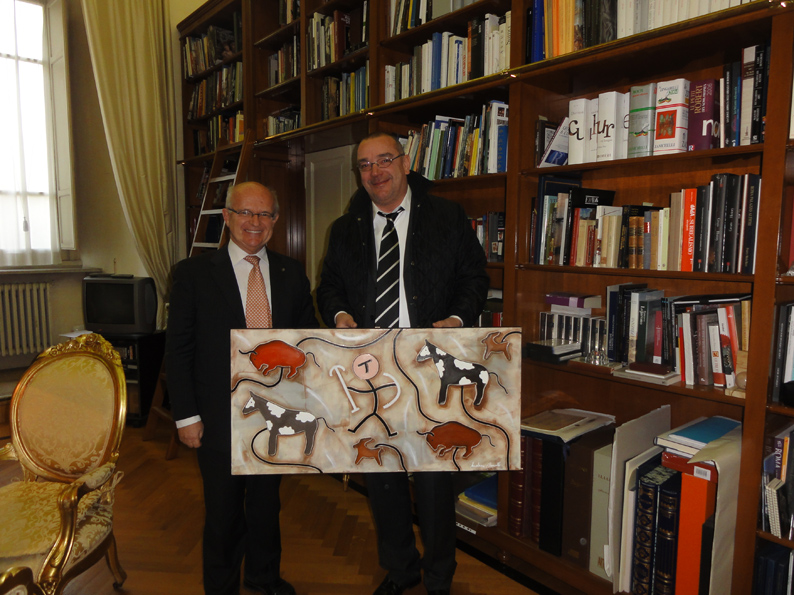
Řím, březen 2012 - Quirinale, předsednictví Italské republiky Evropské unie - Andrea Benetti předává práce, získané ve sbírce umění Quirinale

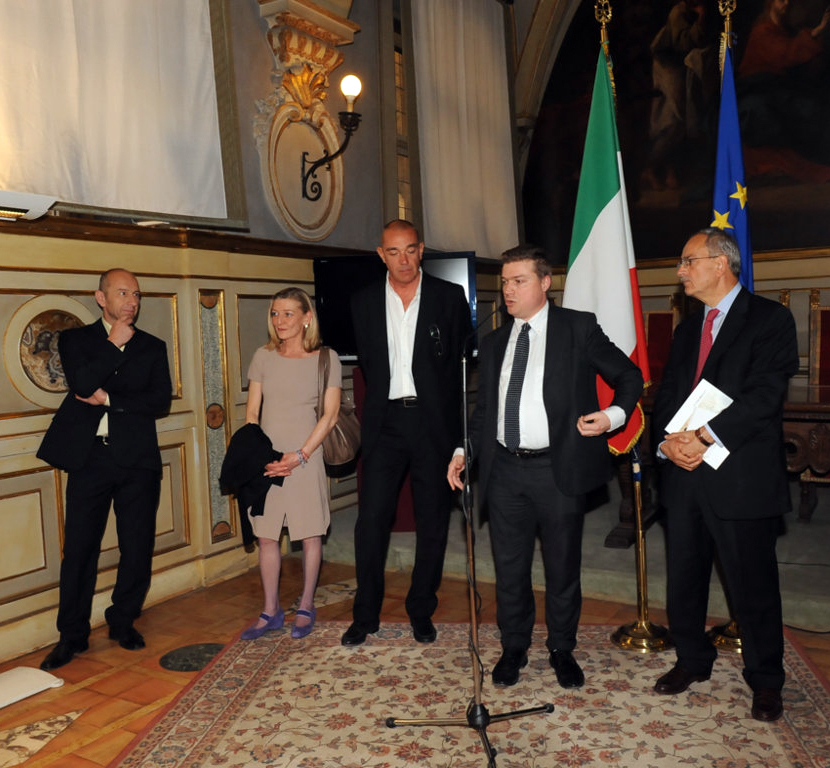
Slavnostní zahájení výstavy Andrea Benettiho, instalované v Poslanecké sněmovně Itálie